# مطار نيقوسيا الدولي
مطار نيقوسيا الدولي هو مطار يقع غرب مدينة نيقوسيا عاصمة قبرص، ويعتبر المطار الرئيسي السابق للجزيرة قبل توقف نشاطه التجاري إثر الغزو التركي لقبرص عام 1974. حالياً، يُستخدم المطار بشكل رئيسي كمقر لقوة حفظ السلام التابعة للأمم المتحدة في قبرص.

## التاريخ

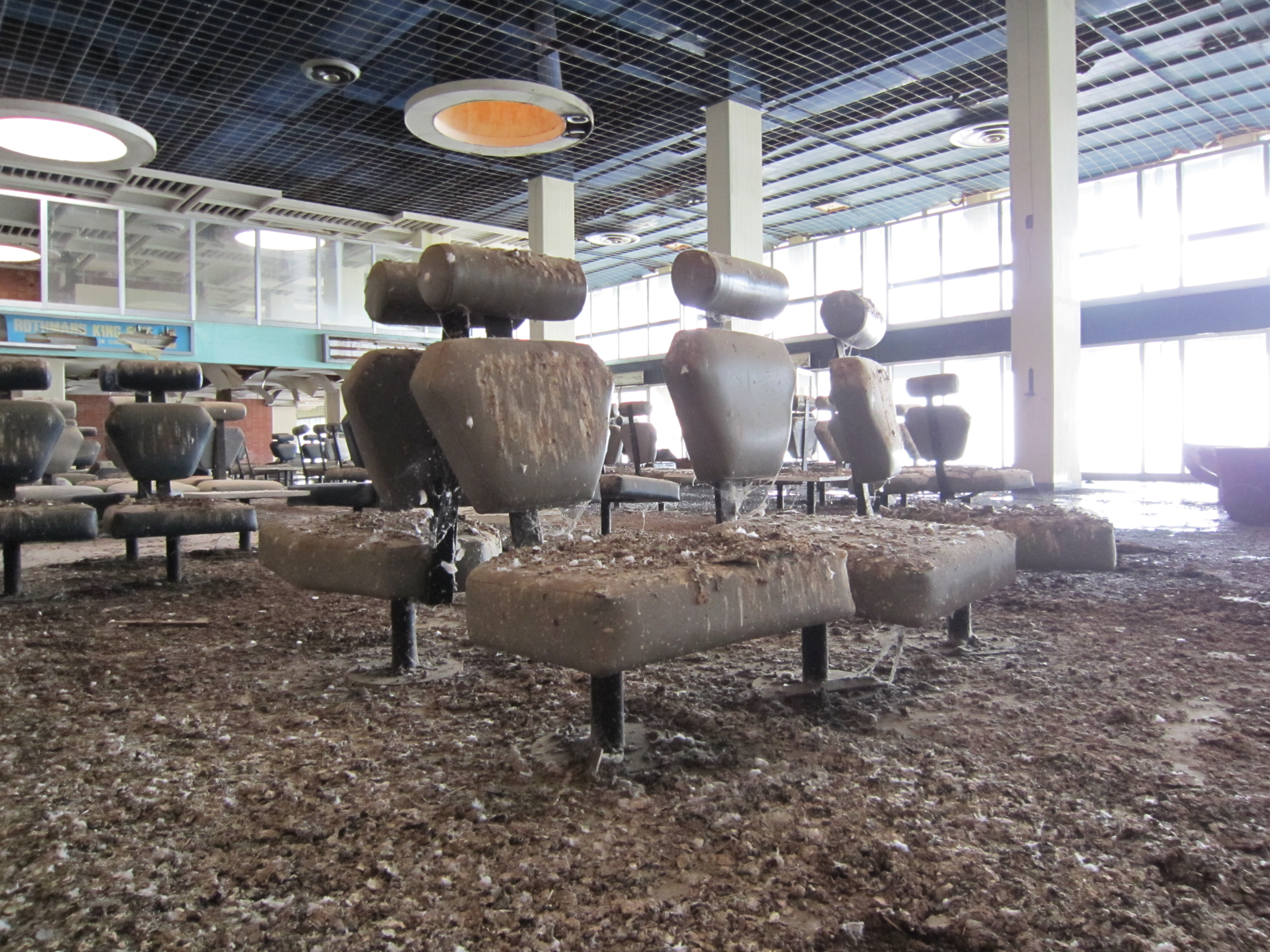
الداخلية لمبنى المحطة المهجور

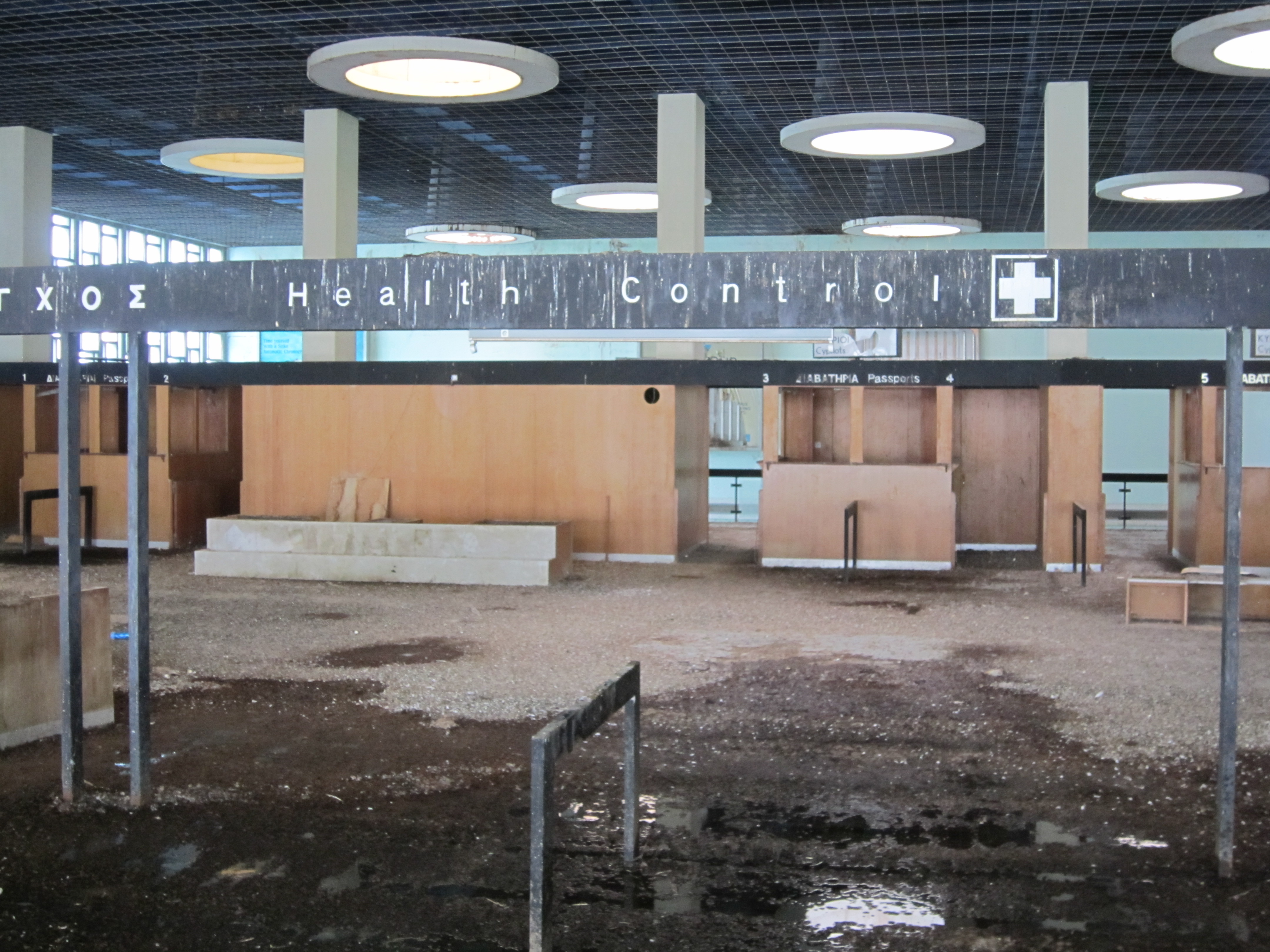
منطقة الفحص الصحي داخل مبنى المحطة المهجور.

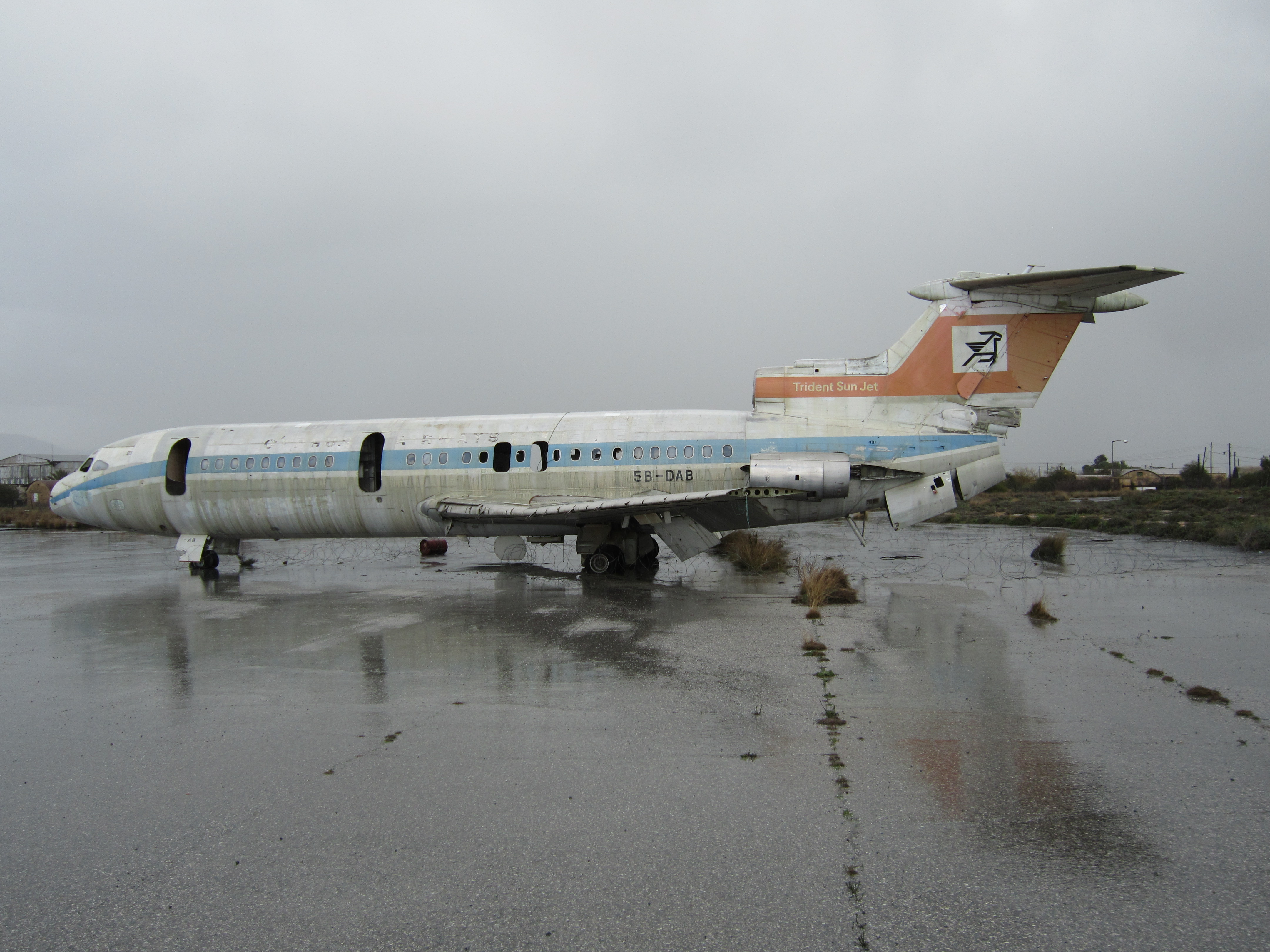
شعار الموفلون لشركة الخطوط الجوية القبرصية الأصلية على طائرة هوكر سيدلي ترايدنت 2E مهجورة؛ بسبب الأضرار الكبيرة التي تسبب بها الجنود الأتراك في 22 يوليو 1974، لم تتمكن الطائرة من الطيران مع الطائرات الثلاث المتبقية التي تم استرجاعها في عام 1977.

مطار نيقوسيا الدولي كان المطار الرئيسي لقبرص منذ بنائه الأولي في ثلاثينيات القرن العشرين كمحطة لسلاح الجو الملكي البريطاني تحت اسم RAF نيقوسيا حتى عام 1974. بُني مدرج الهبوط عام 1939 بواسطة شركة شل وشركة بيريديس ومايكلادس المحدودة. وكانت شركة ميزرير تقدم خدماتها باستخدام طائرات دي إتش 86 ذات المحركات الأربعة.
خلال الحرب العالمية الثانية، وسع المقاولون المحليون ستليوس يوانو وجورج باراسكيفايدس مرافق المطار والمدرج. استخدمت قاذفات القنابل الأمريكية المدرج في عامي 1943 و1944 أثناء عودتها من قصف الحلفاء لحقول النفط الرومانية في بلوشتي.
بعد انتهاء الحرب العالمية الثانية، استؤنفت الرحلات التجارية، وبحلول عام 1948 كانت شركات ميزرير، وBOAC، وخطوط قبرص الجوية، والخطوط الجوية الشرقية توفر رحلات منتظمة.كانت المرافق بسيطة، حيث استخدمت ثلاث حظائر نيسن كمبنى محطة يضم الجمارك والهجرة والطيران المدني والإشارات والخدمات التشغيلية. وكان تقديم الطعام متاحًا عبر شركة NAAFI.
في عام 1949، صمم قسم الأشغال العامة وبنى أول مبنى محطة بتكلفة 50,000 جنيه استرليني (ما يعادل حوالي 2,231,331 جنيه استرليني عام 2015)، وافتُتح في مايو من نفس العام. تم توسيع المبنى ومساحة وقوف الطائرات في عام 1959. استُبدل هذا المبنى في عام 1968 مع افتتاح المبنى الجديد، لكنه استمر في خدمة نادي نيقوسيا للطيران ومنظمات الطيران الأخرى.
انسحب سلاح الجو الملكي البريطاني من المطار عام 1966 بسبب ضيق المساحة مع ازدياد حركة الطيران المدني بشكل كبير. في 27 مارس 1968، افتُتح مبنى محطة جديد حديث من تصميم شركة ألمانية غربية تدعى دورش أوند جيرمان من فيسبادن، وبُني بواسطة شركة سيباركو، بتكلفة بلغت 1,100,000 جنيه استرليني، منها 500,000 جنيه تبرعت بها بريطانيا. كان المبنى الجديد قادرًا على استيعاب 800 مسافر في وقت واحد، كما أن ساحة وقوف الطائرات كانت تتسع لـ11 طائرة.
في يونيو 1974، كانت هناك خطط لتوسعة المبنى وزيادة ساحة الوقوف لاستيعاب 16 طائرة، منها مكانان للطائرات ذات الجسم العريض. لكن هذه الخطط لم تُنفذ أبدًا، إذ في 15 يوليو 1974 قام اليمين المتطرف القبرصي اليوناني بانقلاب أطاح بالرئيس المنتخب ديمقراطيًا أبرشيبوس ماكارياس. أغلق الانقلابيون المطار لفترة قصيرة، ثم استخدم في 17 يوليو 1974 لنقل قوات من اليونان إلى قبرص لدعم الانقلاب ضد ماكارياس. أعيد فتح المطار لحركة المدنيين في 18 يوليو، لكنه شهد مشاهد فوضوية مع محاولات المسافرين والمقيمين الأجانب مغادرة الجزيرة. وأخيرًا، في 20 يوليو 1974، غزت تركيا قبرص، وقصفت المطار بشدة وقامت بهجوم بري من عدة كتائب. رغم ذلك، دافعت قوات الحرس الوطني القبرصي وقوات خاصة عن المطار. بعد الغزو، أصبح المطار تحت سيطرة الأمم المتحدة، ولا يزال كذلك حتى اليوم.[بحاجة لمصدر]
ناقش زعماء المجتمعين القبرصي اليوناني والقبرصي التركي إعادة فتح المطار في بداية عام 1975. بعد أن رفض أبرشيبوس ماكارياس اقتراح القبارصة الأتراك بإعادة فتح المطار لحركة دولية تحت سيطرة مشتركة، تم التوصل إلى اتفاق مبدئي خلال مفاوضات فيينا بين 28 أبريل و3 مايو 1975. إلا أن المفاوضات التي أجرتها لجنة مشتركة لأجل ذلك لم تسفر عن نتائج ملموسة.

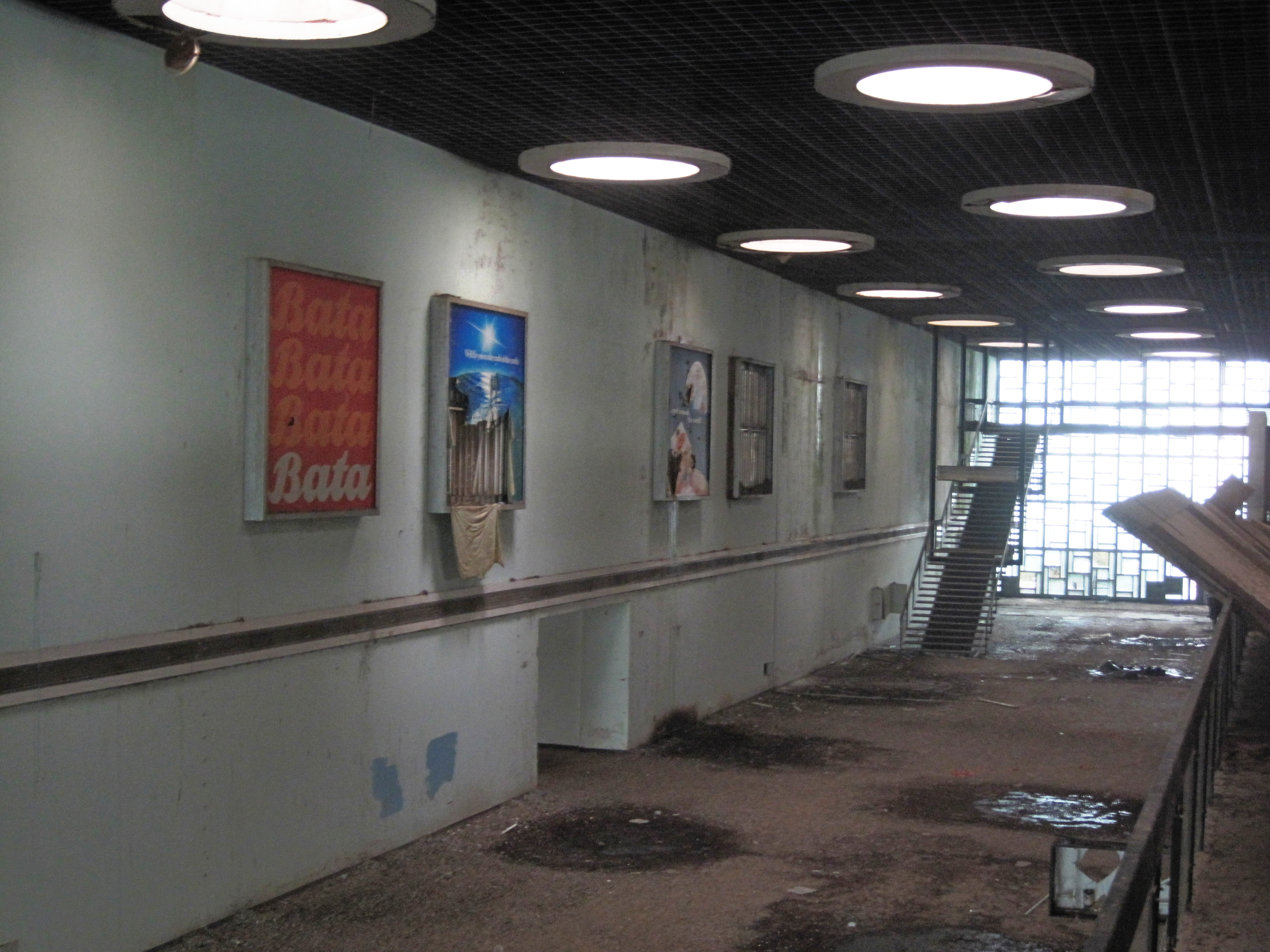
قاعة وصول المسافرين في المطار التي أُغلقت بعد الغزو التركي عام 1974 لا تزال تحتوي على بعض ملصقات الإعلانات، مثل إعلان باتا (من عام 1970).

في عام 1977، جرت آخر رحلات تجارية من مطار نيقوسيا بتصريح خاص من الأمم المتحدة، حيث استعاد مهندسو الخطوط الجوية البريطانية ثلاث طائرات من طائرات شركة الخطوط الجوية القبرصية التي ظلت متوقفة في المطار منذ غزو 1974، ونقلوها جواً إلى لندن. واحدة من هذه الطائرات، من طراز هوكر سيدلي ترايدنت 2E، معروضة الآن في متحف الإمبراطورية الحربية في داكسفورد. أما الطائرة المتبقية في المطار، والتي هي أيضاً من نفس الطراز، فكانت تبلغ من العمر أربع سنوات فقط عندما تعرضت لأضرار لا يمكن إصلاحها على يد القوات التركية في 22 يوليو 1974، ولا تزال متوقفة على مدرج المطار حتى عام 2025.[بحاجة لمصدر]
بعد الغزو التركي، شهد المطار من أعنف المعارك بين القوات القبرصية والتركية، مما دفع مجلس الأمن الدولي لإعلان المطار منطقة محمية للأمم المتحدة (UNPA) خلال النزاع. وقد تطلب ذلك انسحاب الطرفين لمسافة لا تقل عن 500 متر من محيط المطار. ومع توقيع اتفاق وقف إطلاق النار في 16 أغسطس 1974، أصبح مطار نيقوسيا جزءاً من المنطقة العازلة التي تسيطر عليها الأمم المتحدة والتي تفصل بين المجتمعات القبرصية المختلفة، ومنذ ذلك الحين لم يعد المطار يعمل كمطار تجاري فعلي. ومع ذلك، تستخدم الأمم المتحدة المطار كمقر لبعثة حفظ السلام في قبرص (UNFICYP)، ويضم مروحيات نشطة، كما يستضيف المطار بعض المرافق الترفيهية لأفراد البعثة، ويُستخدم كموقع لعقد محادثات السلام بين الطرفين.
بعد إغلاق مطار نيقوسيا، افتُتح في عام 1975 مطار جديد في لارنكا داخل جمهورية قبرص، بينما أنشأ شمال قبرص مطار إرجان الدولي عام 2004، وكلاهما يقعان على مواقع كانت قواعد لسلاح الجو الملكي البريطاني. لا تعترف حكومة جمهورية قبرص بمطار إرجان كنقطة دخول أو خروج قانونية، لذا تقتصر رحلاته على تركيا فقط. كما افتُتح مطار بافوس الدولي في جمهورية قبرص عام 1983.[بحاجة لمصدر]
تم اقتراح عدة خطط لإعادة فتح مطار نيقوسيا تحت سيطرة الأمم المتحدة كإجراء حسن نية، لكن حتى الآن لم يجرِ متابعة جادة من قبل القبارصة اليونانيين أو الأتراك.
في عام 2013، اقترح مايكل باراسكوس من معهد كورنارو في قبرص أن مطار نيقوسيا القديم لن يكون ضرورياً في حال التوصل إلى تسوية سياسية في الجزيرة، نظراً لوجود ثلاثة مطارات عاملة أخرى في قبرص. وقد اقترح تحويل المطار إلى منطقة صناعية معفية من الضرائب، لجذب شركات التكنولوجيا العالية الأجنبية، وتوفير فرص عمل للقبارصة من الجانبين اليوناني والتركي.[بحاجة لمصدر]
في أغسطس 2022، أطلق معهد قبرص، بالتعاون مع بعثة الأمم المتحدة في قبرص، منصة افتراضية تسمى NIC، تتيح جولة كاملة افتراضية لجميع المناطق المتاحة من المبنى الرئيسي، وبرج المراقبة، والحظيرة، والطائرات الثلاث الموجودة في المطار. كما تضم المنصة مجموعة من الصور والفيديوهات التاريخية التي تهدف إلى عرض المطار في أيامه التي كان فيها نشطاً ومقصدًا للعديد من السياح.[بحاجة لمصدر]

## الحوادث الجوية
- في 3 مارس 1956، دُمّرَت طائرة من طراز هاندلي بيج هيرميس (Hermes IV G-ALDW) التابعة لشركة سكايوايز المحدودة، على الأرض نتيجة لانفجار قنبلة زمنية وُضعت في مقصورة الشحن الأمامية. وقع الانفجار قبل 20 دقيقة من موعد إقلاع الطائرة إلى المملكة المتحدة وعلى متنها 68 راكبًا. لم تُسجل أي وفيات.[5]
- في 27 أبريل 1956، دُمّرت طائرة تابعة لسلاح الجو الملكي البريطاني من طراز دوغلاس داكوتا على الأرض نتيجة لانفجار قنبلة يُعتقد أن مقاتلي منظمة إيوكا (EOKA) قاموا بزرعها.
- في 20 أبريل 1967، تحطمت طائرة من طراز بريستول بريتانيا تابعة لشركة غلوب إير السويسرية أثناء اقترابها من المطار في ظروف جوية سيئة، ما أسفر عن مقتل 126 شخصًا ونجاة أربعة ركاب.[6]
- في 29 يناير 1973، تحطمت طائرة تابعة لشركة مصر للطيران من طراز إليوشن Il-18 (رقم التسجيل SU-AOV) في سلسلة جبال بنتاداكتيلوس أثناء اقترابها من المطار، مما أدى إلى مقتل جميع من كانوا على متنها وعددهم 37 شخصًا (7 من الطاقم و30 راكبًا).[7]
- في 29 أغسطس 1973، تجاوزت طائرة تابعة للخطوط الجوية التشيكوسلوفاكية من طراز توبوليف Tu-104، تعمل على الرحلة CSA531 القادمة من دمشق، المدرج عند الهبوط. وكانت الطائرة ستُواصل رحلتها إلى براغ انطلاقًا من نيقوسيا. لم تُسجل أي وفيات، ولا يزال حطام الطائرة قريبًا من المطار حتى اليوم.[7]
- في 20 يوليو 1974، دُمّرت طائرتان خاليتان من الركاب تابعتان للخطوط الجوية القبرصية (إحداهما من طراز هوكر سيدلي HS121 ترايدنت 1E برقم تسجيل 5B-DAE، والأخرى ترايدنت 2E برقم 5B-DAB) على الأرض إثر غارة جوية شنّها سلاح الجو التركي أثناء الغزو التركي لقبرص.
- في 22 يوليو 1974، قُتل 33 جنديًا عندما تعرضت عدة طائرات نقل عسكري من طراز نورد نور أطلس تابعة للسرب 354 للنقل اليوناني لنيران صديقة أثناء تنفيذها مهمة نقل وحدة كوماندوز يونانية بهدف الدفاع عن المطار من القوات التركية الغازية. وقد عُرفت هذه العملية باسم “عملية نيكي”.